# Vendays-Montalivet
Vendays-Montalivet är en kommun i departementet Gironde i regionen Nouvelle-Aquitaine i sydvästra Frankrike. Kommunen ligger i kantonen Lesparre-Médoc som tillhör arrondissementet Lesparre-Médoc. År 2022 hade Vendays-Montalivet 2 820 invånare.

## Befolkningsutveckling
Antalet invånare i kommunen Vendays-Montalivet
Referens:INSEE